# Agrothereutes monticola
Agrothereutes monticola là một loài tò vò trong họ Ichneumonidae.